# Auslösen

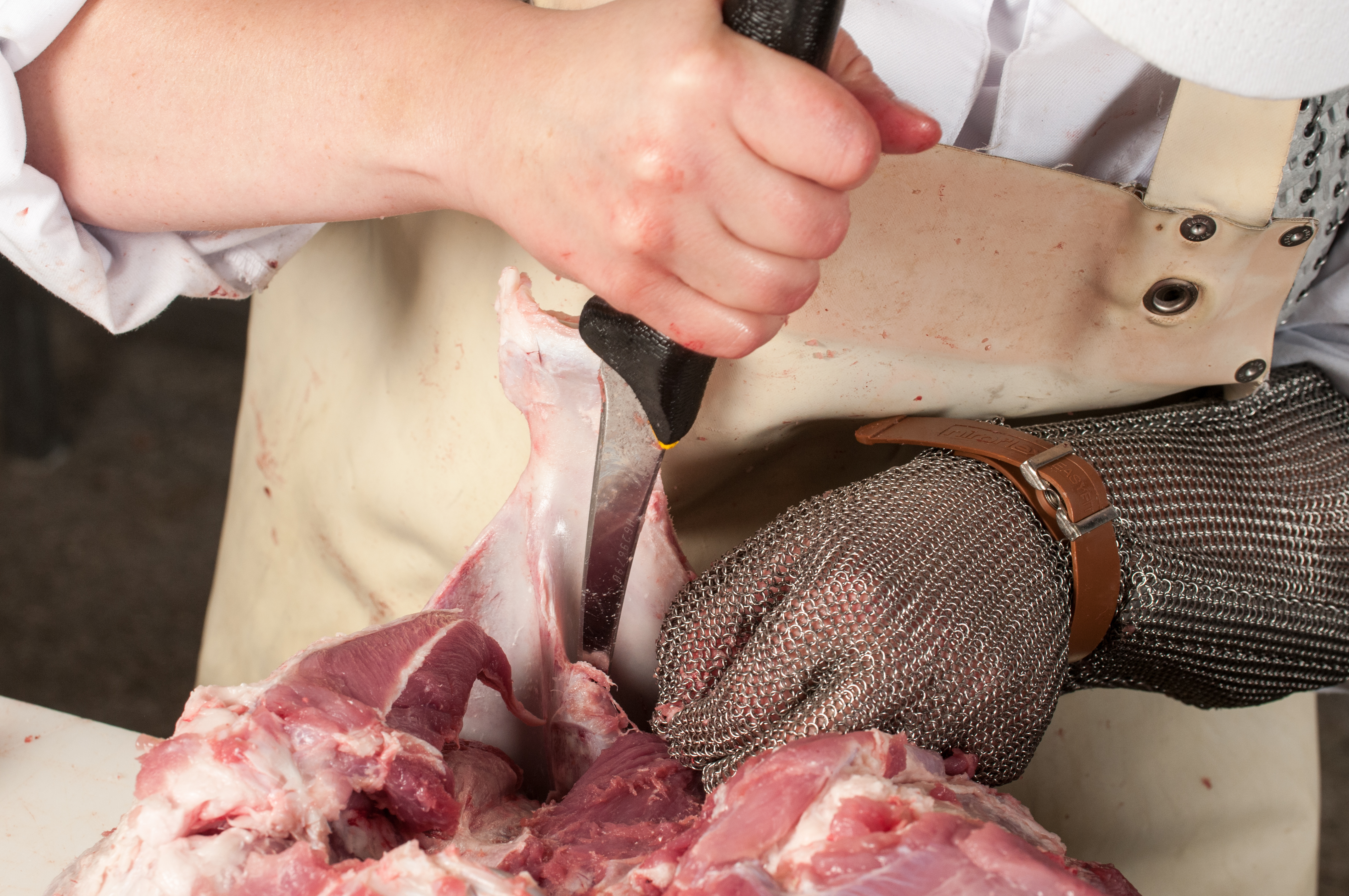
Auslösen einer Schweineschulter

Auslösen oder, im Kontext der Jagd, Zerwirken ist ein Vorbereitungsverfahren in der Lebensmittelherstellung und bezeichnet das manuelle Zerlegen von Tierkörpern oder Körperteilen in Teile, die zur Weiterverarbeitung geeignet sind. Insbesondere werden ungenießbare und für den Verzehr nicht geeignete Elemente wie Knochen, Knorpel und Fette entfernt.
Eine Variante des Auslösens ist das Ausbeinen oder Entbeinen, bei dem die Knochen von Schlachttieren, Wild oder Geflügel entfernt werden.
Seltener wird der Begriff Ausbrechen für das Auslösen verwendet. Lediglich bei gegartem Geflügel und Krustentieren wie Krebsen wird die Trennung so bezeichnet.